# المفاعل النووي الحراري التجريبي الدولي

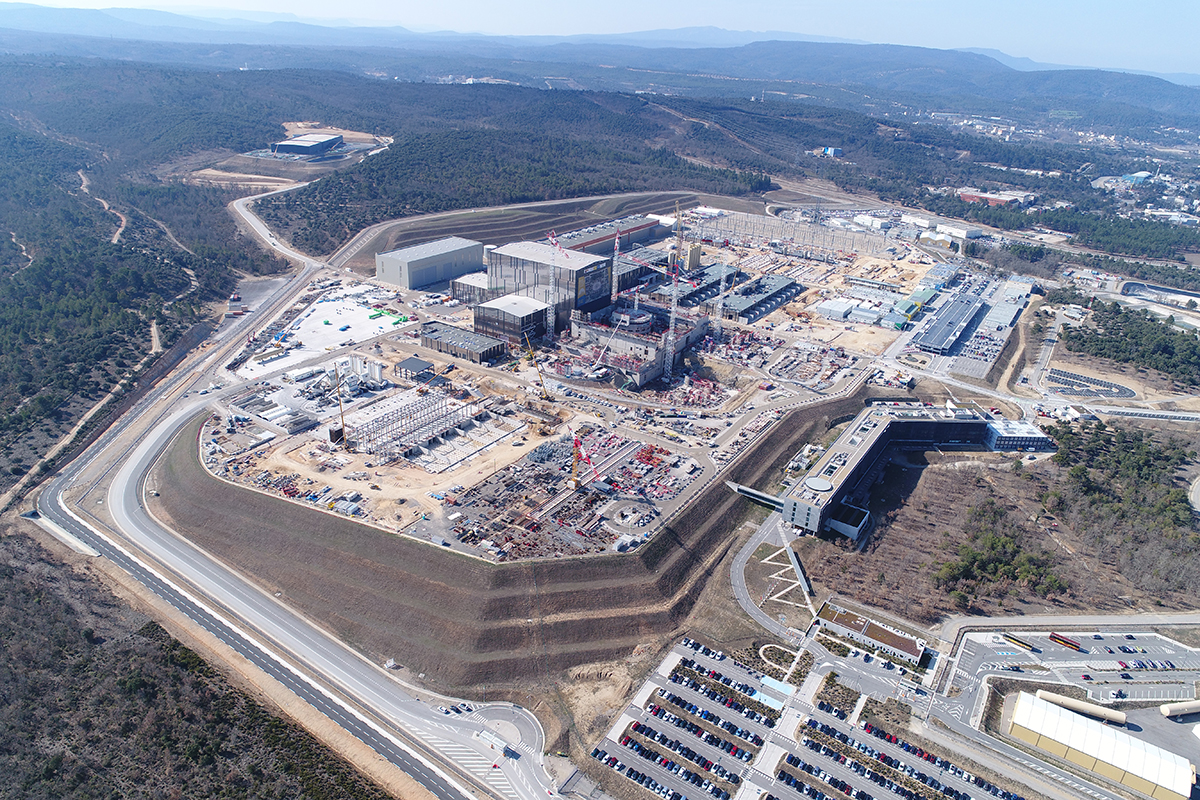
صورة من الجو لموقع مفاعل ITER من عام 2018

المفاعل النووي الحراري التجريبي الدولي (يرمز له اختصاراً ITER وذلك من International Thermonuclear Experimental Reactor وباللاتينية تعني الطريقة أو الطريق) هو مشروع بحثي دولي يختص بالاندماج والانصهار النووي ومشاريعه الهندسية، والتي تقوم حالياً ببناء أكبر مفاعل انصهار في العالم التجريبي توكاماك النووي في منشأة كاداراش في جنوب فرنسا. ويهدف المشروع ايتر لتحقيق الانتقال الذي طال انتظاره من الدراسات التجريبية لفيزياء البلازما إلى محطات طاقة الاندماج النووي بغرض إنتاج الكهرباء على نطاق واسع.
تعتمد فكرة الاندماج النووي على تنفيذ التفاعلات التي تجري في الشمس لإنتاج الطاقة. في الشمس توجد مواد خفيفة كالهيدروجين ونظائره والهيليوم والليثيوم؛ وهي في حالة بلازما مرتفعة الحرارة والضغط وتتفاعل أيوناتها مع بعضها البعض وتندمج مع بعضها وتنج طاقة حرارية كبيرة. وهذا هو السر في كون تفاعل الشمس قد استمر حتى الآن نحو 5و4 مليار سنة دون أن يتوقف. بل إنها سوف تعطينا حرارتها وأشعتها مدة أخرى تصل إلى نحو 5و4 مليار سنة قادمة. إلى أن تستهلك 90% من الهيدروجين فيها فتبدأ في الدخول في مراحل من عمرها لا تكون في صالح الحياة على الأرض.
مشروع إيتر يسعى إلى تفاعل بلازما الديوتيريوم (نظير ثقيل للهيدروجين) مع الليثيوم. الدراسات السابقة تمت على نحو مصغر بحيث أن تفاعل البلازما كان يتوقف فورا بعد اندماج جزء منه، إذ ترتفع درجة الحرارة إلى ملايين الدرجات مما يعمل على تفرقة البلازما عن بعضها فيتوقف الاندماج. والفكرة هنا هو تكبير المفاعل وفي نفس الوقت زيادة الضغط على البلازما بواسطة مغناطيسات ضخمة تحصرها في داخل المفاعل وإجبارها على الاستمرار في الاندماج. يأمل العلماء التوصل إلى ذلك بمفاعل الإيتر وابحاثه، بغرض تنفيذ مفاعل لإنتاج الكهرباء ربما في عام 2050 .
يتم تمويل المشروع ويديره سبعة كيانات للأعضاء؛ وهم الاتحاد الأوروبي (EU)، الهند، اليابان، الصين، روسيا، كوريا الجنوبية والولايات المتحدة. الاتحاد الأوروبي - الطرف المضيف للمجمع أيتر - يساهم بنسبة 45٪ من التكلفة. أما الأطراف الستة الأخرى تساهم بنسبة 9٪ لكل منهم.

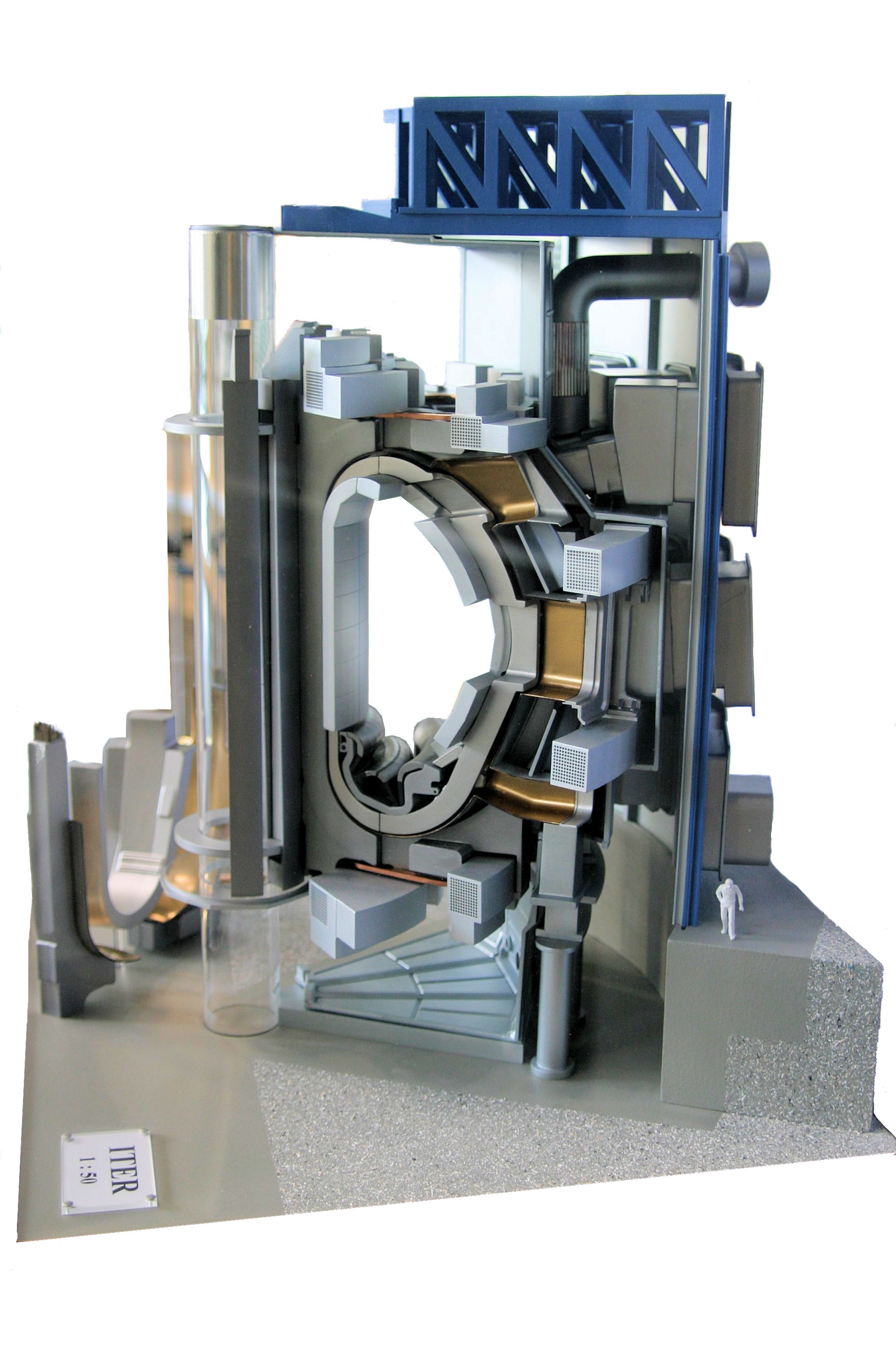
مقطع في نموذج مفاعل إيتر : الصورة تبين أحد الوحدات من ضمن 440 وحدة تشكل حلقة بعد تركيبها. إلى اليمين نموذج لشخص لتوضيح حجم المفاعل ITER.

تم تصميم المفاعل لإنتاج 500 ميغاواط من طاقة إنتاج مُدخلة تساوي 50 ميجاوات. أي أن إنتاجه سوف يساوي عشرة مرات كمية الطاقة التي توضع فيه. ومن المتوقع أن تصل تلك الآلة تحقيق ذلك؛ إذ أن المفاعلات الصغيرة السابقة لم تحقق إنتاج طاقة من الاندماج أكبر من الطاقة المستخدمة لتشغيل التفاعل.
بدأ بناء المنشأة في عام 2007، ومن المتوقع أن يتم إنتاج البلازما الأولى في عام 2023. عندما يتم تشغيل أيتر، سوف تصبح أكبر تجربة للحبس المغناطيسي للبلازما الفيزيائية مُعدة للاستخدام، متجاوزاً تجربة «تورس» التي تمت قبل ذلك المشروع. ويُبنى مشروع إيتر على أساس ما استفاده العلماء من مفاعل «تورس» السابق. بعد تنفيذ إيتر وإثبات نجاحه فيرى التخطيط بناء أول محطة للاندماج النووي تكون تجارية لتوليد الكهرباء، وسيكون اسمها ديمو DEMO ، وربما كان ذلك بحلول عام 2015.
بدأ بناء مجمع ITER في فرنسا في عام 2013،
وبدأ تجميع التوكاماك في عام 2020. .
كانت الميزانية الأولية قريبة من 6 مليار يورو، ولكن من المتوقع أن تتراوح التكلفة الإجمالية للبناء والعمليات من 18 إلى 22 مليار يورو؛ وتشير تقديرات أخرى إلى أن التكلفة الإجمالية تتراوح بين 45 مليار دولار و65 مليار دولار، على الرغم من أن هذه الأرقام متنازع عليها من قبل إيتر. بغض النظر عن التكلفة النهائية، فقد تم وصف إيتر بالفعل على أنها أغلى تجربة علمية على الإطلاق،[30] والمشروع الهندسي الأكثر تعقيدًا في تاريخ البشرية،[31] وواحدًا من أكثر مشاريع التعاون البشري طموحًا منذ تطوير مشروع محطة الفضاء الدولية (ميزانية 100 مليار يورو أو 150 مليار دولار) ومصادم الهادرونات الكبير (ميزانية 7.5 مليار يورو).

## نظرة عامة
يتمتع الاندماج النووي بالقدرة على توفير الطاقة الكافية لتلبية الطلب المتزايد عليها حول العالم، مع القيام بذلك بشكل مستدام، دون احداثٍ تأثيرٍ كبيرٍ على البيئة.
يتميز الاندماج النووي بالعديد من عوامل الجذب المحتملة. أولاً، يتوفر وقود الاندماج النووي المكون من نظائر الهيدروجين بكميات كبيرة نسبياً – حيث يمكن استخراج أحد النظائر الضرورية، الديوتيريوم، من مياه البحر، في حين سيتم إنتاج النظير الآخر، التريتيوم، من خلال جزءٍ خاصٍ بالمفاعل يُعرف باسم بطانية الليثيوم وذلك باستخدام النيوترونات الناتجة عن تفاعل الاندماج نفسه. علاوة على ذلك، لا ينتج مفاعل الاندماج ثاني أكسيد الكربون أو أي ملوثات تضر الغلاف الجوي، كما ستكون النفايات المشعة الناتجة عن المفاعل قصيرة العمر جداً مقارنة مع النفايات المشعة الناتجة عن المفاعلات النووية الانشطارية التقليدية.
في 21 نوفمبر/تشرين الثاني 2006، وافقت الدول المساهمة السبعة رسمياً على تمويل إنشاء مفاعل اندماج نووي. من المتوقع أن يستمر البرنامج لمدة 30 عاماً - 10 سنوات للبناء، و20 سنة للتشغيل. كان من المتوقع في بداية المشروع أن يُكلف مفاعل أيتر ITER حوالي 5 مليارات يورو، ولكن مع ارتفاع أسعار المواد الخام والتغييرات التي تم احداثها في التصميم الأولي، فقد تضاعفت التكلفة ثلاث مراتٍ تقريباً، لتصل إلى 13 مليار يورو. من المتوقع أن يستغرق بناء المفاعل 10 سنوات ومن المقرر الانتهاء من بنائه في عام 2019.
عند تزويد مفاعل أيتر بقدرة كهربائية تعادل 300 ميجاوات، من المتوقع أن ينتج ما يعادل 500 ميجاوات من الطاقة الحرارية التي ستستمر لمدة تصل إلى 1000 ثانية. وللمقارنة، يستهلك مفاعل جيت JET 700 ميغاواط من الطاقة الكهربائية لإنتاج قدرةٍ حرارية يصل أقصاها إلى 16 ميغاواط لمدة تقل عن ثانية، وذلك نتيجة اندماج 0.5 غرام من خليط الديوتيريوم/التريتيوم في غرفة الاندماج الخاص به والبالغ حجمها 840 متر مكعب تقريباً. لن يتم استخدام الحرارة الناتجة عن أيتر لتوليد الطاقة كهرباء لأنه بعد حساب الخسارة في الطاقة بالإضافة للقدرة اللازمة لتشغيل المفاعل (300 ميغاواط)، ستعادل القدرة الصافية الناتجة عن المفاعل صفراً.

## أهداف المفاعل
تتمثل مهمة أيتر في إثبات جدوى الاندماج النووي، وإثبات قدرته على العمل دون تأثير سلبي. على وجه التحديد، يهدف المشروع إلى:
- إنتاجٍ لحظي لبلازما اندماجية تتمتع بقدرةٍ حرارية أكبر بعشر مرات من الطاقة الحرارية المحقونة اللازمة لحدوق التفاعل (قيمة Q تساوي 10).
- أنتج بلازما اندماجية في حالة مستقرة تتمتع بقيمة Q أكبر من 5 (Q = 1 هي نقطة التعادل breakeven العلمي.)
- المحافظة على نبضةٍ اندماجية لمدة تصل إلى 8 دقائق.
- تطوير التقنيات والعمليات اللازمة لمحطة توليد طاقةٍ اندماجية - بما في ذلك مغانط فائق التوصيل وتقنيات التحكم عن بعد (الصيانة بواسطة الروبوتات).
- التحقق من تقنيات إنتاج التريتيوم.
- قيمة Q (معامل كسب طاقة الاندماج النووي): النسبة بين القدرة الناتجة عن الاندماج النووي والقدرة اللازمة للحفاظ على البلازما في الحالةٍ الحرارية المستقرة اللازمة لحدوث الاندماج النووي.

## نظرة عامة على المفاعل
انظر أيضا: اندماج نووي
عندما يندمج الديوتيريوم والتريتيوم ، تتحد نواتان معًا لتشكيل نواة هيليوم (جسيم ألفا) ونيوترون عالي الطاقة.
- ديوتيريوم + تريتيوم -> هيليوم 4 + نيوترون

يصاحب هذا التفاعل الذي ينتج هيليوم-4 انطلاق طاقة قدرها 17.59 ميغا إلكترون فولت. وهذه طاقة كبيرة للغاية ، و من مثل هذا التفاعل تـُنتج الشمس والنجوم طاقتها.
في حين أن جميع النظائر المستقرة تقريبًا أخف في الجدول الدوري من الحديد -56 والنيكل -62 ، اللتين تتمتعان بأعلى طاقة ارتباط لكل نيوكليون ، سوف تندمج مع بعض النظائر الأخرى وتطلق الطاقة ، فإن الديوتيريوم والتريتيوم هما الأكثر جاذبية لتوليد الطاقة. لأنها تتطلب أقل طاقة تنشيط (وبالتالي أدنى درجة حرارة) للقيام بذلك ، بينما تنتج من بين أكبر قدر من الطاقة لكل وحدة وزن.
جميع النجوم في البداية والمتوسطة العمر تشع كميات هائلة من الطاقة الناتجة عن عمليات الاندماج وعل الأخص أندماج الهيروجين. وكذلك عملية اندماج الديوتيريوم والتريتيوم تطلق ما يقرب من ثلاثة أضعاف الطاقة التي يطلقها انشطار اليورانيوم -235 ، وملايين المرات من الطاقة أكثر من تفاعل كيميائي مثل احتراق الفحم. الهدف من محطة توليد الطاقة الاندماجية هو تسخير هذه الطاقة لإنتاج الكهرباء.
طاقات التنشيط (في معظم أنظمة الاندماج هي درجة الحرارة المطلوبة لبدء التفاعل) لتفاعلات الاندماج بشكل عام عالية لأن البروتونات في كل نواة تميل إلى التنافر بقوة عن بعضها البعض ، حيث أن لكل منها نفس الشحنة الموجبة. تتمثل إحدى الوسائل التجريبية لتقدير معدلات التفاعل في أن النوى يجب أن تكون قادرة على الوصول إلى مسافة 100 فيمتومتر (1 × 10−13 متر) من بعضها البعض ، حيث من المرجح بشكل متزايد أن تخضع النوى لنفق كمي بعد الحاجز الكهروستاتيكي ونقطة التحول حيث تكون النوى قوية. القوة النووية والقوة الكهروستاتيكية متوازنتان بشكل متساوٍ ، مما يسمح لهما بالاندماج. في مفاعل ITER المستقبلي ، ستصبح مسافة الاقتراب هذه ممكنة بسبب درجات الحرارة المرتفعة والحبس المغناطيسي. يستخدم ITER معدات التبريد مثل مضخات حتى تقترب درجة حرارة المغناطيسات من 0 الصفر المطلق بذلك تقل احتياجاتها من الكهرباء. تعطي درجات الحرارة المرتفعة في البلازما طاقة كافية للتغلب على تنافرها الكهروستاتيكي (انظر توزيع ماكسويل بولتزمان). بالنسبة للديوتيريوم والتريتيوم ، تحدث معدلات التفاعل المثلى عند درجات حرارة أعلى من 100 مليون درجة مئوية. وفي ITER سيتم تسخين البلازما إلى 150 مليون درجة مئوية (حوالي عشرة أضعاف درجة الحرارة في قلب الشمس) [122] عن طريق التسخين الأومي (تشغيل تيار عبر البلازما). يتم تطبيق تسخين إضافي باستخدام حقن الحزمة المحايدة (التي تعبر خطوط المجال المغناطيسي بدون انحراف صافي ولن تسبب اضطرابًا كهرومغناطيسيًا كبيرًا) وتردد الراديو (RF) أو تسخين الميكروويف.
في مثل هذه درجات الحرارة المرتفعة ، تمتلك الجسيمات طاقة حركية كبيرة ، وبالتالي سرعة. إذا كانت الجسيمات غير محصورة ، فسوف تهرب بسرعة ، وتأخذ الطاقة معها ، وتبريد البلازما إلى النقطة التي لا يتم فيها إنتاج الطاقة الصافية. يحتاج المفاعل الناجح إلى احتواء الجسيمات ويضغطها في حجم صغير بما يكفي لفترة طويلة بما يكفي لالتحام جزء كبير من البلازما واندماجها ببعض . في ITER والعديد من مفاعلات الحبس المغناطيسي الأخرى ، يتم تقييد وحبس البلازما ، وهي غاز من الجسيمات المشحونة (الديوتيريوم والتريتيوم) باستخدام المجالات المغناطيسية. الجسيم المشحون الذي يتحرك عبر مجال مغناطيسي يواجه قوة عمودية على اتجاه الحركة ، مما يؤدي إلى تسارعه ، وبالتالي يحصره في التحرك في دائرة حول خطوط التدفق المغناطيسي. سيستخدم ITER أربعة أنواع من المغناطيسات لاحتواء البلازما: مغناطيس ذو ملف لولبي مركزي ، ومغناطيس بولويد حول حواف التوكاماك ، و 18 ملفًا حلقيًا على شكل D ، وملفات تصحيح المدار، ومنع سقوط البلازما على جدار غرفة المفاعل وفقدانها.
هناك حاجة أيضًا إلى وعاء أو غرفة الحبس القوي وذلك لحماية المغناطيس والمعدات الأخرى من درجات الحرارة المرتفعة والفوتونات والجزيئات النشطة ، وللحفاظ على شبه الفراغ في غرفة التفاعل لتكاثر البلازما. يتعرض وعاء الاحتواء لوابل من الجسيمات النشطة للغاية ، حيث تقصفه الإلكترونات ، والأيونات ، والفوتونات ، وجزيئات ألفا ، والنيوترونات باستمرار ، مما يؤدي إلى تدهور بنيتها. إذاّ يجب تصميم المواد لتحمل هذه البيئة وبحيث تكون محطة الطاقة اقتصادية. سيتم إجراء اختبارات هذه المواد في كل من ITER وفي IFMIF (مرفق إشعاع مواد الانصهار الدولي).
في مثل هذه درجات الحرارة المرتفعة ، تمتلك الجسيمات طاقة حركية كبيرة ، وبالتالي سرعة. إذا كانت الجسيمات غير محصورة ، فسوف تهرب بسرعة ، وتأخذ الطاقة معها ، وتبريد البلازما إلى النقطة التي لا يتم فيها إنتاج الطاقة الصافية. سيحتاج المفاعل الناجح إلى احتواء الجسيمات في حجم صغير بما يكفي لفترة طويلة بما يكفي لانصهار جزء كبير من البلازما.
في المفاعلات ITER والعديد من مفاعلات الحبس المغناطيسي الأخرى ، فإن البلازما ، وهي غاز من الجسيمات المشحونة ، محصورة باستخدام الحقول المغناطيسية. جسيم مشحون يتحرك عبر مجال مغناطيسي يواجه قوة عمودية على اتجاه السفر ، مما يؤدي إلى تسارع الجاذبية ، وبالتالي حصره في التحرك في دائرة أو حلزون حول خطوط التدفق المغناطيسي. <المرجع > <! - كاتب فريق العمل ؛ no by-line. ->. "حبس البلازما". مؤرشف من الأصل في 2023-03-11. اطلع عليه بتاريخ 2021-04-01.</ref> سيستخدم ITER أربعة أنواع المغناطيس لاحتواء البلازما: مغناطيس ذو ملف لولبي مركزي ، ومغناطيس بولويد حول حواف التوكاماك ، وملفات مجال حلقي الشكل 18 D ، وملفات التصحيح.
هناك حاجة أيضًا إلى وعاء حبس صلب ، لحماية المغناطيس والمعدات الأخرى من درجات الحرارة العالية والفوتونات والجزيئات النشطة ، وللحفاظ على شبه فراغ لتكتل البلازما. تعرض وعاء الاحتواء إلى وابل من الجسيمات النشطة للغاية ، حيث تقصفها الإلكترونات والأيونات والفوتونات وجسيمات ألفا والنيوترونات باستمرار وتدهور الهيكل. يجب تصميم المواد لتحمل هذه البيئة بحيث تكون محطة الطاقة اقتصادية. سيتم إجراء اختبارات على هذه المواد في كل من ITER وفي IFMIF (مرفق إشعاع مواد الانصهار الدولي).
بمجرد بدء الاندماج ، سوف تشع النيوترونات عالية الطاقة من المناطق التفاعلية للبلازما ، وتعبر خطوط المجال المغناطيسي بسهولة بسبب حياد الشحنة (انظر تدفق النيوترونات). نظرًا لأن النيوترونات هي التي تتلقى غالبية الطاقة ، فإنها ستكون المصدر الأساسي لـ ITER لإنتاج الطاقة. من الناحية المثالية ، جزيئات ألفا ستنفق طاقتها في البلازما ، وتزيد من تسخينها.
سيحتوي الجدار الداخلي لوعاء الاحتواء على 440 وحدة بطانية مصممة لإبطاء وامتصاص النيوترونات بطريقة موثوقة وفعالة وبالتالي حماية الهيكل الفولاذي ومغناطيس المجال الحلقي فائق التوصيل. في مراحل لاحقة من ITER مشروع ، سيتم استخدام وحدات البطانيات التجريبية لاختبار توليد التريتيوم للوقود من البطانة الخزفية المحتوية على الليثيوم الموجودة داخل غرفة التفاعل . تتم التفاعلات التالية:
يدرس مستقبلاً إمكانيّة استخدام الليثيوم لإنتاج التريتيوم من أجل توليد الطاقة بالاندماج وذلك في مفاعلات الاندماج بالحصر المغناطيسي. ينتج التريتيوم من تفاعل النيوترونات الموجودة في البلازما مع غطاء المفاعل الحاوي على الليثيوم حسب التفاعل:
{\displaystyle \mathrm {\,_{3}^{6}Li+n\rightarrow \,_{2}^{4}He+\,_{1}^{3}H} }
كما يستخدم الليثيوم كمصدر لجسيمات ألفا، وذلك من قذف نوى النظير ليثيوم-7 7Li بالبروتونات المسرّعة لتسيير الاندماج بين الديوتيريوم والتريتيوم D-T.

## الجدول الزمني
في عام 1978، انضمت المفوضية الأوروبية، واليابان، والولايات المتحدة، والاتحاد السوفيتي إلى ورشة عمل مفاعل توكاماك الدولي (INTOR)، تحت رعاية الوكالة الدولية للطاقة الذرية، لتقييم استعداد الاندماج المغناطيسي للمضي قدماً إلى مرحلة مفاعل القدرة التجريبي (EPR)، لتحديد البحث والتطوير الإضافي الذي يجب القيام به، ولتحديد خصائص EPR عن طريق تصميم مفاهيمي. شارك المئات من علماء ومهندسي الاندماج النووي من كل دولة مشاركة في تقييم تفصيلي للوضع الحالي لمفهوم الحبس المغناطيسي في مفاعل توكاماك مقابل متطلبات EPR، وحددوا درجة البحث والتطوير المطلوبة بحلول أوائل عام 1980، وأنتجوا تصميماً مفاهيمياً بحلول منتصف عام 1981.
في عام 1985، خلال اجتماع قمة جنيف، اقترح ميخائيل غورباتشوف على رونالد ريغان أن يقوم البلدان بشكل مشترك ببناء توكامك EPR على النحو الذي اقترحته ورشة عمل مفاعل توكاماك الدولي. وبالفعل، بدأ المشروع في عام 1988.

## الأجزاء الرئيسية للمفاعل

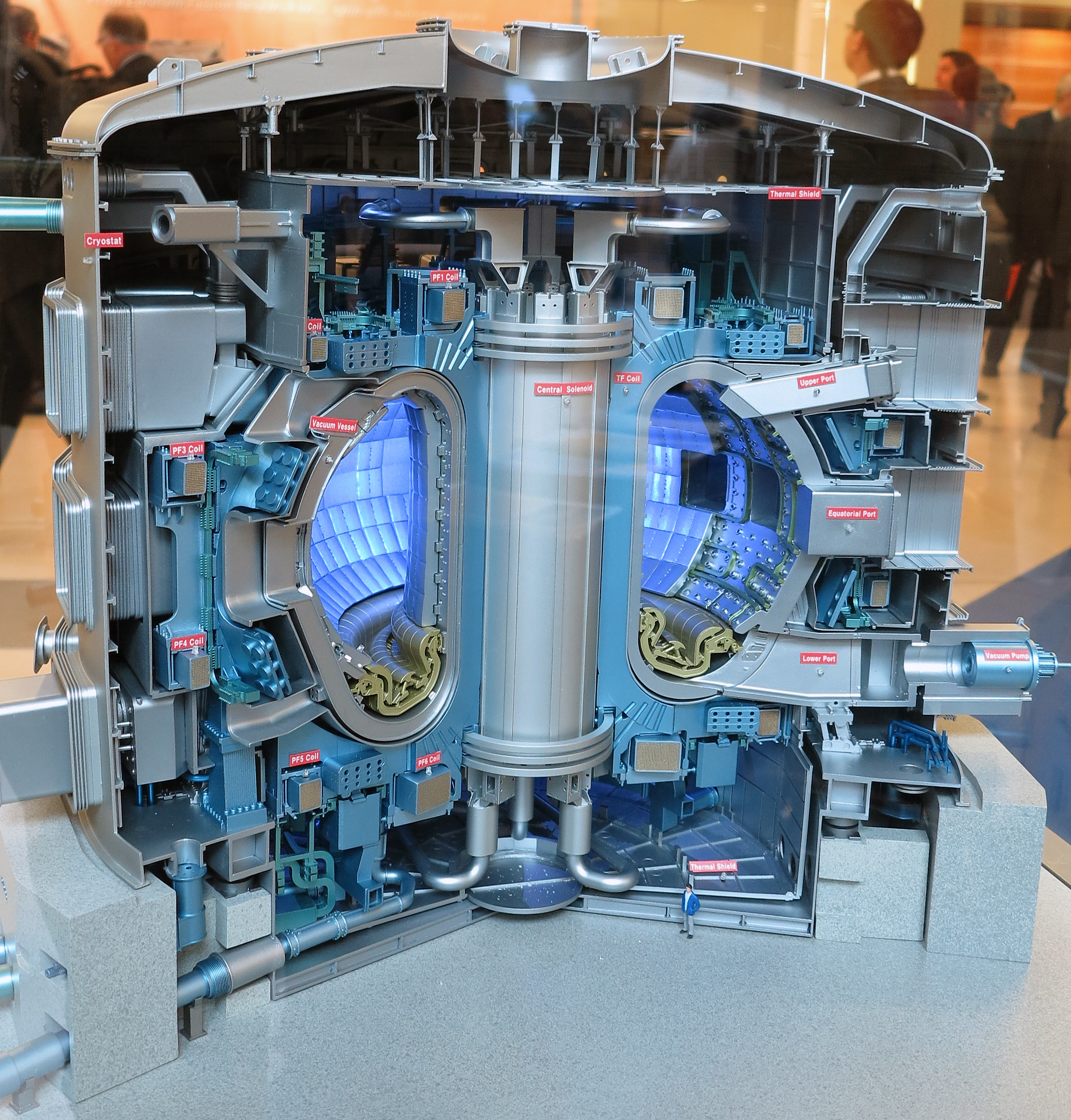
نمو1ج مصغر لمفاعل ITER

### الحجرة المفرغة
تُعتبر الحجرة المفرغة الجزء المركزي في مفاعل أيتر. حيث تتكون من حاوية فولاذية مزدوجة الجدران ستحوي البلازما بمساعدة الحقول المغناطيسية.
سيكون حجم الحجرة المفرغة الخاصة بأيتر أكبر مرتين وأثقل بـ 16 مرة من أي حجرةٍ مفرغةٍ تم تصنيعها سابقاً: ستتراوح كتلة كل قطاع من القطاعات التسعة ذات الشكل الطاري (التورسي) من 390 إلى 430 طن. وبعد تركيب جميع الهياكل الواقية والمنافذ، ستصل كتلة حجرة التفريغ إلى 5116 طن. كما سيبلغ قطرها الخارجي والداخلي 19.4 و6.5 متراً على التوالي. كما سيصل ارتفاع الهيكل بالكامل إلى 11.3 متراً.
تتمثل الوظيفة الرئيسية للحجرة المفرغة في توفير حاويةٍ لاحتواء البلازما الساخنة بأحكام.

### بطانية إنتاج الليثيوم
بسبب المصادر الأرضية المحدودة للغاية للتريتيوم، فإن بطانية الليثيوم هي أحد المكونات الرئيسية لتصميم مفاعل أيتر. يعمل هذا المكون، الموجود على الجزء الداخلي للحجرة المفرغة، على إنتاج التريتيوم من خلال تفاعل الليثيوم مع النيوترونات الناتجة عن البلازما. هناك العديد من التفاعلات التي تنتج التريتيوم داخل البطانية. يُنتج ليثيوم 6 (6 Li) التريتيوم عبر تفاعلات n,t (نيوترون، تريتيوم) مع النيوترونات معتدلة الطاقة، كما يُنتج ليثيوم 7 (7)Li التريتيوم عبر تفاعله مع نيوترونات ذات طاقةٍ أعلى عبر تفاعلات n,nt (نيوترون، نيوترون تريتيوم). تشمل التصاميم المقترحة للبطانية أساليب تتضمن رصاص الليثيوم المبرد بالهيليوم (HCLL) بالإضافة إلى الحصى المبردة بالهيليوم (HCPB). سيتم اختبار ست وحدات اختبار مختلفة للبطانية في مفاعل أيتر. ستشتمل المواد المستخدمة في الحصى في طريقة HCPB ميتاتيتات الليثيوم وأورثوسيليكات الليثيوم. تتضمن متطلبات المواد المستخدمة في إنتاج التريتيوم إنتاجه واستخراجه بكفاءةٍ جيدة، بالإضافة إلى الاستقرار الميكانيكي ومستويات التنشيط المنخفضة.

### النظام المغناطيسي
سيستخدم الملف اللولبي المركزي قصدير النيوبيوم فائق التوصيل لإنتاج تيارٍ قدره 46 كيلو أمبير وإنتاج حقلٍ مغناطيسيٍ يصل إلى 13.5 تسلا. كما ستستخدم ملفات الحقل الحلقي الـ 18 قصدير النيوبيوم أيضاً والتي ستولد مجالاً مغناطيسياً مقداره 11.8 تسلا، وستكون قادرةً على تخزينٍ طاقةٍ مقدارها 41 جيجا جول. وبالفعل، فقد تم اختبارها لتوليد تيارٍ قياسي مقداره 80 كيلو أمبير. سوف تُستخدم مغانط أخرى ذات مجالٍ مغناطيسي أقل النيوبيوم التيتانيوم لعناصرها ذات التوصيل الفائقة. يتم حالياً تصنيع كتل الدروع الداخلية - المصممة لحماية المغانط من النيوترونات عالية الطاقة – في شركة أفاسارالا في بنغالور في الهند.

### التسخين الإضافي
سيكون هناك ثلاثة أنواع من التسخين الخارجي في مفاعل أيتر:
- التسخين عن طريق حاقنا حزمٍ متعادلة الشحنة (HNB)، يوفر كل منهما حوالي 17 ميجا واط إلى البلازما المحترقة، مع إمكانية إضافة واحدة أخرى.
- التسخين عن طريق الرنين السيكلوتروني الأيوني (ICRH)
- التسخين عن طريق الرنين السيكلوتروني الألكتروني (ECRH)

### ناظم التبريد
نظام التبريد عبارة عن هيكل كبير من الفولاذ المقاوم للصدأ بكتلة 3800 طن يحيط بالحجرة المفرغة والمغناطيسات فائقة التوصيل. المغناطيسات الفائقة التوصيل تقلل الطاقة الكهربية التي تعمل بها المغناطيسات. يتراوح سمك نظام التبريد بين 50 إلى 250 ملليمتر (2.0 إلى 9.8 بوصة) مما سيتيح له مقاومة الضغط الجوي حيث أن داخل الهيكل الفولاذي الكبير مخلخل من الهواء ومفرغ . حجرة التفاعل في الهيكل المفرغة يبلغ حجمها 8500 متر مكعب. سيتم تصميم وهندسة وتصنيع وتثبيت الوحدات الـ 54 المكونة لنظام التبريد من قبل شركة لارسين وتوبرو للصناعة الثقيلة في الهند.

### أنظمة التبريد

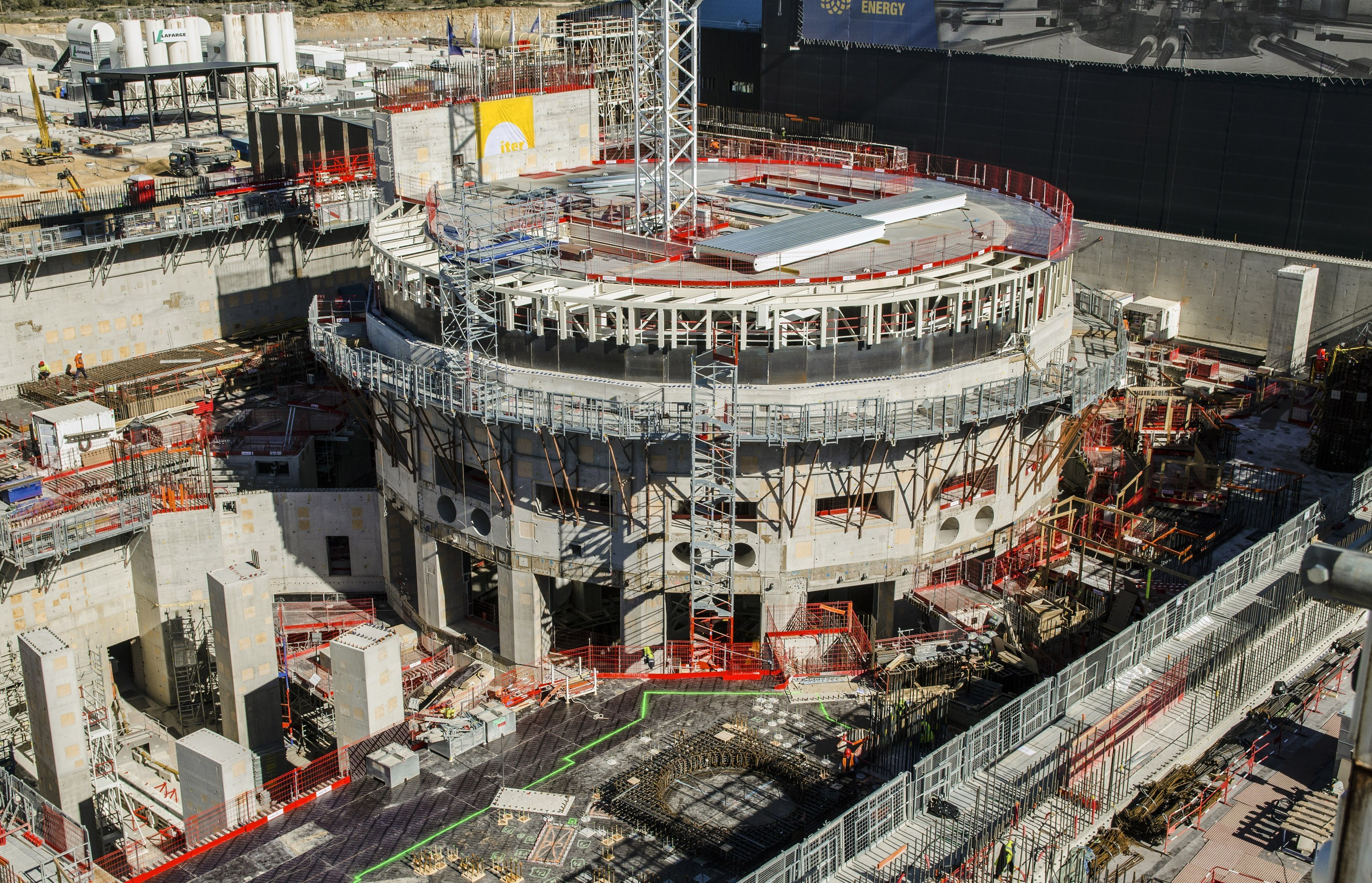
ITER construction status in 2018

Aerial view of the ITER site in 2020

سوف يستخدم أيتر ثلاثة أنظمة تبريد مترابطة. حيث سيتم التخلص من معظم الحرارة عن طريق حلقة تبريد مياه أساسية، والتي سيتم لأتقاط حرارتها العالية بواسطة ماء يمر خلال مبادل حراري داخل نظام الحبس الثانوي لمبنى أيتر. سيتم تبريد حلقة التبريد الثانوية بواسطة مجمع أكبر، يشمل برج تبريد، وخط أنابيب بطول 5 كم (3.1 ميل) يتزود بالمياه من شركة قناة دي بروفانس، وأحواض تسمح بتبريد المياه وفحص احتوائها على أي تلوث الكيميائي أوتريتيوم قبل أن يتم تصريفها في نهر دورانس. سيبرد هذا النظام الحرارة بمعدل قدرةٍ متوسطة تبلغ 450 ميجاوات أثناء تشغيل المفاعل. كما سيوفر نظام نيتروجين سائل قدرة تبريد تصل إلى 1300 كيلووات إلى درجة حرارة 80 كلفن (193.2 درجة مئوية تحت الصفر)، كما سيوفر نظام هيليوم سائل قدرة تبريد تبلغ 75 كيلوواط إلى درجة حرارة 4.5 كلفن (268.65 درجة مئوية تحت الصفر)، إذ أن درجة حرارة البلازما أثناء التفاعل سوف تبلغ نحو 100 مليون كلفن ؛ لهذا فنظام التبريد هو أيضا النظام الذي سيحول تلك الطاقة الحرارية المتولدة في البلازما عن طريق سحب الحرارة من المفاعل بالماء والمحول الحراري. سيتم تصميم نظام الهليوم السائل وتصنيعه وتركيبه وتشغيله من قبل شركة اير ليكيد في فرنسا.
إن انتقال الحرارة من المفاعل أثناء عمله بواسطة الماء والمحول الحراري سوف تحول الماء إلى بخار بضغط عال ، ويوجه هذا البخار إلى توربين متصل محوريا بـمولد كهربائي ضخم يقوم بمد شبكة الكهرباء بالكهرباء. (تحويل الماء بالحرارة إلى بخار تحت ضغط عال هو أيضا الوسيلة التي تتبعها محطات القوى المختلفة ، سواء تعمل بالفحم أو الغاز أو المفاعلات النووية لإنتاج الكهرباء.)

## التكلفة
كانت تقديرات تكلفة مفاعل إيتر نحو 5و5 مليارات دولار في عام 2008 . ولكن بحلول عام 2015 فيقدر تكلفته بنحو 16 مليار دولار، أي نحو ثلاثة أضعاف تقديرات عام 2008.

## التشغيل
مفاعل إيتر سوف يبدأ العمل حسب التخطيط الحالي في عام 2023 من دون تفاعلات اندماجية، حيث تجرى في البدء تجارب على بلازما مكونة من الهيدروجين العادي والهيليوم. ذلك بغرض إجراء بحوث دون تنشيط للمواد بواسطة ضربها بالنيوترونات .

## النفايات النووية
يتفادى التفاعل الاندماجي الأعراض السالبة لتفاعل الانشطار الذي يستخدم اليورانيوم لإنتاج الطاقة. ينتج مفاعل اليورانيوم مواد نفايات مشعة كثيرة، تظل تصدر اشعاعها عبر مئات الآلاف من السنين، وتلك هي مشكلة المفاعلات النووية المستخدمة حاليا لإنتاج الكهرباء . أما تفاعلات الاندماج بين عناصر خفيفة مثل الهيدروجين والتريتيوم والليثيوم فهي تنتج نفايات ذات عمر قصير في إنتاج إشعاعها. وبناء على ذلك فهي أصلح للبيئة عن مفاعلات اليورانيوم.